# Quirino De Ascaniis
Quirino De Ascaniis (Giulianova, 5 agosto 1908 – Hong Kong, 11 gennaio 2009) è stato un presbitero e missionario italiano, decano del PIME, di cui era il religioso col maggior numero di anni di sacerdozio, oltre 75. All'età di 100 anni era ancora in servizio in Cina (presso la diocesi di Hong Kong).

## Biografia
La parabola religiosa di padre De Ascaniis cominciò nel 1929, quando fece il suo ingresso nel PIME come seminarista; tre anni dopo venne ordinato sacerdote e nel 1933 chiese di essere trasferito in Cina, paese allora scosso dalla guerra civile scoppiata fra i nazionalisti di Chiang Kai-shek e i comunisti di Mao.
Arrivato in estremo oriente fu assegnato a Hong Kong, allora territorio britannico, dove poté dedicarsi alla cura pastorale e all'evangelizzazione della popolazione residente nelle aree sotto sovranità cinese, essendo all'epoca il territorio del vicariato molto più esteso rispetto a quello della colonia e comprendendo esso una buona parte dell'attuale provincia di Guangdong.
Continuò il suo impegno in territorio cinese anche dopo lo scoppio della guerra sino-giapponese finché, nel 1941, insieme ad altri religiosi stranieri, non venne arrestato da soldati cinesi. Tornato in libertà grazie all'intervento dell'allora nunzio Mario Zanin, ricominciò la sua opera pastorale fino all'avvento del regime comunista, nel 1951.
Internato per sette mesi insieme al futuro vescovo Lorenzo Bianchi e ad altri confratelli, venne infine espulso verso Hong Kong, dove prese ad occuparsi della parrocchia del Santo Rosario, nel distretto di Saikung.
Ormai diventato il decano della sua società di vita apostolica, il 22 dicembre 2007 ha festeggiato i 75 anni di sacerdozio assieme al cardinal Zen e al vescovo Tong, massimi esponenti della sua diocesi.
Il 10 aprile 2008, in occasione dei 150 anni di attività missionaria del PIME ad Hong Kong, il padre è stato uno dei protagonisti della celebrazione, durante la quale sono stati letti un lungo messaggio del Segretario di Stato Tarcisio Bertone e la benedizione di Benedetto XVI, entrambi a lui personalmente indirizzati.
È morto l'11 gennaio 2009 a Hong Kong. Il 17 gennaio successivo monsignore Michele Seccia, vescovo della diocesi di Teramo e Atri, ha celebrato una messa in suffragio nella sua città natale, Giulianova, nella parrocchia della Natività di Maria vergine.

## Fonti
- (EN) PIME dean celebrates 75 years of priesthood, entirely dedicated to China, su asianews.it.
- (EN) 150 years of mission celebrated in PIME House Hong Kong, su asianews.it.